# En place marchande
Pour plus de détails, voir Fiche technique et Distribution.
En place marchande (Na boïkom meste, На бойком месте) est un film russe réalisé par Piotr Tchardynine, sorti en 1911. Il s'agit de l'adaptation de la pièce de théâtre d'Alexandre Ostrovski.

## Fiche technique
- Titre : En place marchande
- Réalisation : Piotr Tchardynine
- Scénario : Piotr Tchardynine
- Photographie : Louis Forestier
- Production : Alexandre Khanjonkov
- Pays : Empire russe
- Durée : 600 minutes
- Sortie : 1911

## Distribution
- Arseni Bibikov : Vukol Bessoudny
- Lioubov Varioguina : Evguenia, femme de Bessoudny
- Vera Orlova : Annouchka, soeur de Bessoudny
- Pavel Birioukov : Piotr Népoutevy
- Ivan Mosjoukine : employé de Népoutevy
- Pavel Knorr : employé de Bessoudny